# Dia da Implantação da República

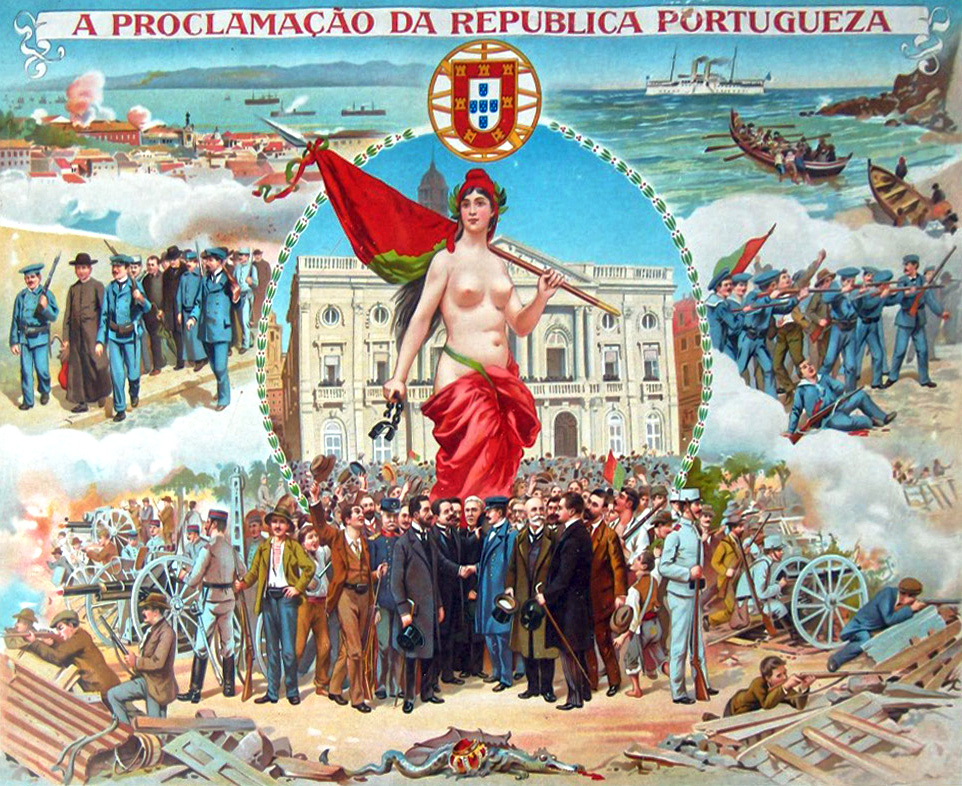
Plakat zur Ausrufung der Republik am 5. Oktober 1910

Der Dia da Implantação da República ist ein portugiesischer Feiertag. Er wird jedes Jahr am 5. Oktober gefeiert.
Er erinnert an den Sturz der Monarchie und die Ausrufung der Ersten Portugiesischen Republik am 5. Oktober 1910.
2012 beschloss die Regierung von Ministerpräsident Pedro Passos Coelho, den Feiertag ab 2013 auszusetzen. Anfang 2016 wurde dieser Beschluss von der Nachfolgeregierung revidiert, somit gilt der 5. Oktober bereits 2016 wieder als gesetzlicher Feiertag.